# Rushford Village
Rushford Village è una città degli Stati Uniti d'America, situata in Minnesota, nella contea di Fillmore.